# James Emery
James Emery (* 21. Dezember 1951 in Youngstown (Ohio)) ist ein US-amerikanischer Gitarrist und Komponist des Creative Jazz. 

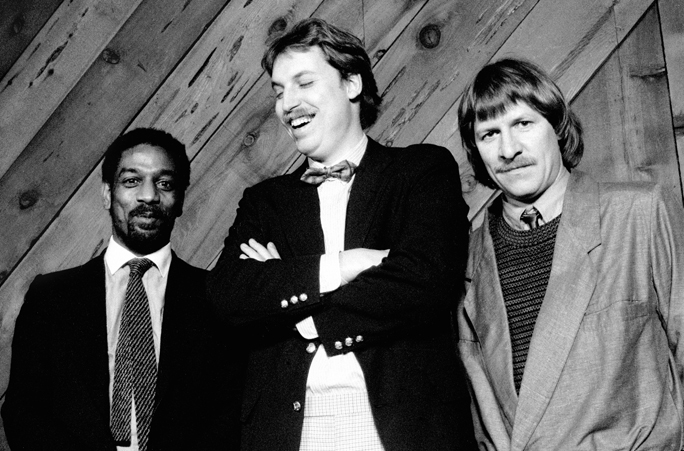
James Emery (rechts) mit Billy Bang und John Lindberg (Mitte; 1986)

## Leben und Wirken
Emery, der aus einer musikalischen Familie stammt, spielte zunächst als Kind Orgel und wechselte mit zehn Jahren zur Gitarre. Mit elf hatte er klassischen Unterricht in Gitarre, Musiktheorie und Harmonielehre bei Ann Stanley, einer Violinistin im Cleveland Orchestra unter George Szell, dann bei David Trader und Ralph Russo. Als Jugendlicher trat er in Rockbands an den Wochenenden auf; auch erhielt er Unterricht im Musikgeschäft des Gitarristen Bill De Arango, der in den 1940er Jahren noch mit Parker und Dizzy Gillespie aufgetreten war. Dieser machte Emery mit Lester Youngs Musik bekannt und auch mit der von Charlie Parker. Von da an versuchte er, die musikalischen Ideen von Bird, Monk, Ornette Coleman, Anthony Braxton und des AACM auf der Gitarre umzusetzen: Er studierte dann am Five College im Massachusetts, wo er sich mit Arnold Schönberg, Pierre Boulez, Anton Webern und Alban Berg beschäftigte, und ging anschließend 1974 nach New York City. Dort arbeitete er zunächst mit Leroy Jenkins, mit dem seine ersten Aufnahmen entstanden, ferner mit Kalaparusha Maurice McIntyre, sowie mit Bobby Naughton, Roscoe Mitchell und Anthony Braxton. 
Bekannt wurde er vor allem als langjähriges Mitglied des String Trio of New York, das er mit John Lindberg und Billy Bang 1977 gründete. Er schuf eine eigene Synthese von Stilen des Modern Jazz, ausgehend von Charlie Parker und unter Verwendung von Einflüssen Ornette Colemans und Thelonious Monks. Ende der 1970er Jahre tourte er zudem mit dem Human Arts Ensemble von Charles Bobo Shaw und Luther Thomas. 
In den 1980er Jahren arbeitete er auch mit Thurman Barker und Wadada Leo Smith, in den 1990er Jahren in der Band von Henry Threadgill. Im Jahr 2001 wirkte er an Franz Koglmanns Album Don't Play, Just Be mit. Ab Mitte der 1990er Jahre nahm er mit Musikern wie Marty Ehrlich, Chris Speed, Mark Feldman, Michael Formanek und Gerry Hemingway eine Reihe von Alben unter eigenem Namen auf, arbeitete aber auch mit Joe Lovano und Judi Silvano. 1995/96 schrieb er mit Unterstützung eines Guggenheim-Stipendiums ein mehrteiliges Werk für elf Instrumente, das Kern seines Albums Spectral Domains wurde, in dem er außerdem den Mingus-Titel „Far Wells, Mill Valley“  und Monks „Trinkle Tinkle“  interpretierte.  In Luminous Cycles von 2001 spannt Emery den Bogen vom Bebop zur Out to Lunch-Session  von Eric Dolphy.

## Diskographische Hinweise
- Standing on a Whale Fishing for Minnows (Enja, 1996) mit M. Ehrlich, M. Formanek, G. Hemingway
- Spectral Domains (Enja, 1997) mit Ehrlich, Chris Speed, Kevin Norton, M. Feldman, M. Formanek, G. Hemingway
- Luminous Cycles (Between the Lines, 2000)
- Transformations (between the lines, 2002 mit dem Klangforum Wien unter Leitung von Emilio Pomàrico, Tony Coe, Franz Koglmann, Peter Herbert)
- Ivo Perelman & James Emery: The Whisperers (2023)